# Ghiacciaio Bargh
Il ghiacciaio Bargh è un ghiacciaio vallivo situato sulla costa di Borchgrevink, nella regione nord-occidentale della Dipendenza di Ross, in Antartide. In particolare, il ghiacciaio, il cui punto più alto si trova a circa 600 m s.l.m., si trova nei monti della Vittoria e fluisce verso sud-ovest a partire dal versante sud-occidentale della penisola Daniell, a nord del ghiacciaio Langevad, fino a unire il proprio flusso a quello del ghiacciaio Borchgrevink.

## Storia
Il ghiacciaio Bargh è stato mappato per la prima volta da membri dello United States Geological Survey grazie a fotografie e ricognizioni aeree effettuate dalla marina militare statunitense tra il 1960 e il 1964. Esso è stato poi così battezzato dal comitato consultivo dei nomi antartici in onore di Kenneth A. Bargh, sismologo di stanza alla base di ricerca Hallett nel 1958.